# Lafayette, Quận Chippewa, Wisconsin
Lafayette là một thị trấn thuộc quận Chippewa, tiểu bang Wisconsin, Hoa Kỳ. Năm 2010, dân số của thị trấn này là 5.626 người.